# Premio Henry Malherbe
El premio Henry Malherbe es un premio literario francés entregado por primera vez en 1963, a iniciativa de la Association des écrivains combattants (Asociación de Escritores Combatientes). Se otorga anualmente con motivo de la asamblea general de la asociación y lleva su nombre en homenaje al escritor francés Henry Malherbe, ganador del premio Goncourt en 1917 y primer presidente de la asociación. Está dedicado en forma exclusiva a premiar ensayos.
Algunos de los ganadores han sido André Brissaud, Michel Droit, Louise Weiss, Jacques Chaban-Delmas, Alain Peyrefitte, Antony Beevor (en 2010, por El día D: La batalla de Normandía) y Valéry Giscard d'Estaing.

## Ganadores
| - 1963 - Bernard Gavoty - 1964 - Jean Toulat - 1965 - André Jean Ducasse - 1966 - René-Gustave Nobécourt - 1967 - André Latreille - 1968 - André Brissaud, 1918. Pourquoi la Victoire ?, Plon - 1969 - Janine Weill - 1970 - Louise Weiss - 1971 - Christian Bernadac - 1972 - Raymond Leopold Bruckberger - 1973 - Pierre Billotte - 1974 - Alain Griotteray - 1975 - Georges Poisson, Monsieur de Saint-Simon, Berger-Levrault - 1976 - Michel Droit, La coupe est pleine, France-Empire - 1977 - Pierre-Paul Grassé, Le triomphe de Freud, Albin-Michel - 1978 - Jean-Émile Charon, L'Esprit cet inconnu, Albin-Michel - 1979 - André Piettre, Église missionnaire ou église démissionnaire, France-Empire - 1980 - Suzanne Labin, La Violence politique, France-Empire - 1981 - André Gillois, Ce siècle avait deux ans, Pierre Belfond - 1982 - Frédérique Hébrard, La Chambre de Goethe, Flammarion - 1983 - Jacques Bloch-Morange, La Grenouille et le scorpion, France-Empire - 1984 - Yves Coppens, Le singe, l'Afrique et l'homme, Fayard - 1985 - Jean Hamburger, La raison et la passion, Seuil - 1986 - Jean-André Renoux, La Guyane, de l'âge de pierre à l'âge du futur, Cerdicim - 1987 - Bernard Destremau, Le 5e set, L'Harmattan - 1987 - Albert Chambon, Oui, je crois, Cerf - 1988 - Claude des Presles, Les Sully, France-Empire - 1989 - Pierre Deniker | - 1990 - Anne Muratori-Philip, L'Hôtel des Invalides, Complexe - 1991 - Jean-Jacques Antier - 1992 - Bernard Pierre, Roman du Gange, Plon - 1993 - Jacques Chaban-Delmas - 1994 - Michel Debré - 1995 - Alain Peyrefitte - 1996 - Jean-Pierre Bois, Fontenoy, Economica - 1998 - Hélène Simon, Auguste Pavie, Éd. Ouest-France - 1999 - Claire Daudin, Georges Bernanos, une parole libre, Desclée de Brouwer - 2001 - Etienne de Montety - 2002 - Xavier Boniface - 2003 - Philippe Masson - 2004 - Arnaud Teyssier, Lyautey, Perrin - 2005 - François Kersaudy, De Gaulle et Roosevelt, Plon - 2006 - Annie Laurent, L'Europe malade de la Turquie, Éd. de Guibert - 2008 - Stéphanie Petit, Les veuves de la Grande Guerre, Éd. du Cygne - 2009 - Nicolas Beaupré, Écrire en guerre, écrire la guerre. France Allemagne 1914-1920, CNRS Éd. - 2010 - Antony Beevor, D-Day et la bataille de Normandie, Calmann-Lévy - 2011 - Valéry Giscard d'Estaing, La Victoire de la Grande Armée, Plon - 2012 - Paul-François Paoli, La Tyrannie de la Faiblesse, François Bourin - 2013 - François d'Orcival, L'Élysée fantôme, Robert Laffont - 2014 - Alain Gérard, Vendée. Les archives de l'extermination, Éd. du Centre vendéen de recherches historiques - 2015 - François-Xavier Bellamy, Les Déshérités, Plon - 2016 - Arnaud Benedetti y Charles-Louis Foulon, L'Ordre républicain dans les circonstances exceptionnelles. Economica - 2017 - Jean-Noël Jeanneney, Un attentat. Petit-Clamart, 22 août 1962. Seuil |